# Ceralocyna amabilis
Ceralocyna amabilis är en skalbaggsart som beskrevs av Mifsud och Dandria 1999. Ceralocyna amabilis ingår i släktet Ceralocyna och familjen långhorningar. Inga underarter finns listade.